# Biefvillers-lès-Bapaume
Biefvillers-lès-Bapaume ist eine französische Gemeinde im Département Pas-de-Calais in der Region Hauts-de-France. Sie gehört zum Kanton Bapaume im Arrondissement Arras.
Die Gemeinde Biefvillers -lès-Bapaume liegt 22 Kilometer südlich von Arras. Sie grenzt im Norden an Béhagnies, im Nordosten an Sapignies, im Osten an Favreuil und Bapaume, im Südosten an Avesnes-lès-Bapaume, im Südwesten an Grévillers und im Westen an Bihucourt. Die Bewohner nennen sich Biefvillerois.

## Bevölkerungsentwicklung
| Jahr                        | 1962 | 1968 | 1975 | 1982 | 1990 | 1999 | 2006 | 2013 | 2022 |
| --------------------------- | ---- | ---- | ---- | ---- | ---- | ---- | ---- | ---- | ---- |
| Einwohner                   | 110  | 113  | 88   | 90   | 86   | 82   | 98   | 95   | 94   |
| Quellen: Cassini und INSEEE |      |      |      |      |      |      |      |      |      |

## Sehenswürdigkeiten

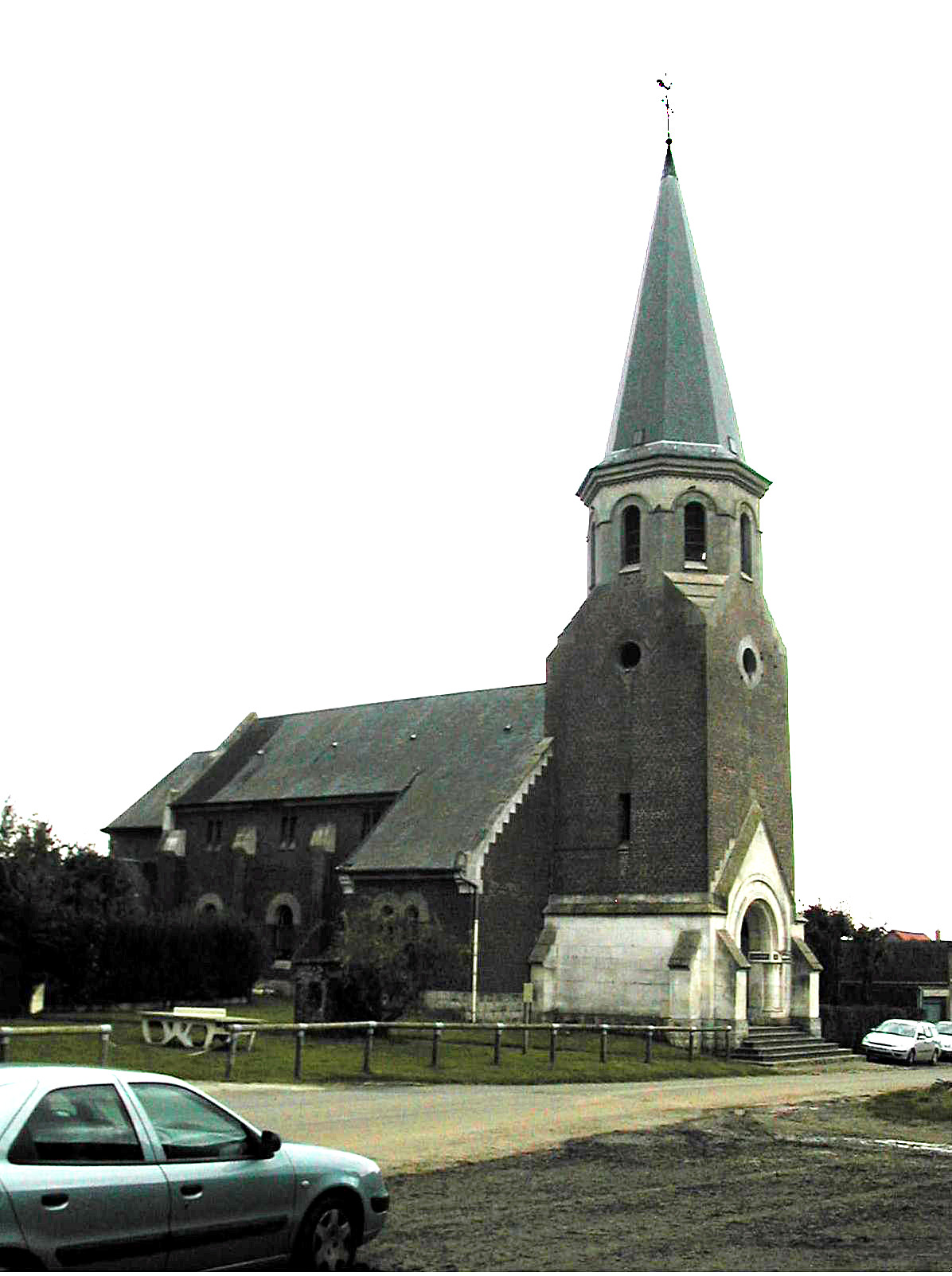
Kirche Saint-Vaast